# Gerd Völker

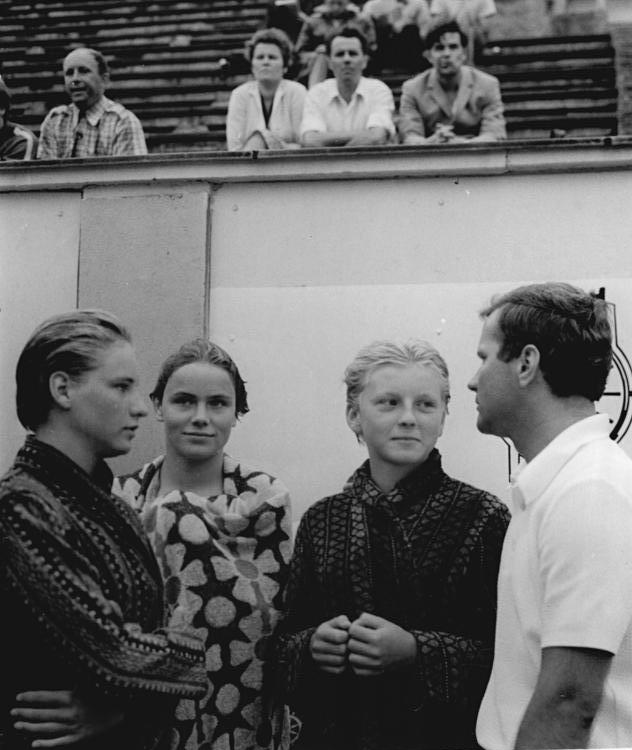
Gerd Völker (erster von rechts) im Jahr 1969

Gerd "Maxe" Völker (* 26. Juni 1942 in Berlin) ist ein ehemaliger deutscher Wasserspringer und Schwimmsport-Trainer sowie stellvertretender Vorsitzender der Fachsparte Springen im deutschen Schwimm-Verband (DSV).

## Leben
Gerd Völker wurde 1942 geboren und fing 1952 mit dem Wasserspringen an.
Bei den Europameisterschaften 1962 belegte er den vierten Platz im Turmspringen. 1963 wurde er erster Europapokal-Sieger. Im Jahr 1964 erreichte er den neunten Platz bei den Olympischen Spielen in Tokio. 1966 beendete er seine Karriere als Springer. In den darauffolgenden zwei Jahren unterrichtete er als Lehrer für Geographie und Sport. Von 1964 bis 1984 arbeitete er als Schwimmsport-Trainer beim TSC Berlin. Von 1984 bis 1989 war Völker als Chef- und Verbandstrainer tätig. Später absolvierte er eine Umschulung zum Baubetreuer. Nach seiner beruflichen Karriere als Baubetreuer ging Gerd Völker 2006 als Vollzeit-Trainer zurück zum Berliner Turn- und Sportclub (BTSC).
Zudem ist er Begründer der Berliner Springergala, die er seit 20 Jahren leitet und organisiert. Seit 1976 war Völker im Auftrag des DSSV als Trainer für die Nationalmannschaft der Frauen tätig.
2013 saß er neben Christian Keller, Verona Pooth und Franziska van Almsick in der Jury der RTL-Show "Die Pool Champions – Promis unter Wasser".
Völker ist Vater von vier Kindern.